# Сијах ел Усвари
Сијах, познат у арапским изворима као Сијах Eл Усвари ("Сијах Асвар"; такође се пише eл Асвари), био је ирански племић, који је служио као заповедник фракције сасанидске асваранске јединице, али касније пребачен у Рашидински калифат , где је наставио да служи као заповедник асбарана (који је постао познат и као Асавира).

## Биографија
Сијах је родом био из Спахана или Хузестана. Током арапске инвазије на Иран, сасанидски краљ Јездигерд III (в. 632–651) послао је 300 људи под Сијахом ел Усваријем да бране Хузестан. Међутим, током опсаде Шуштара (641-642.), Сијах и његови људи су прешли на Арапску страну.
Разлог њиховог пораза био је у очувању њиховог статуса и богатства. Међутим, према Хузестанској хроници, Сијах и његови људи су први пут пребегли Арапима након што су ушли у Шуштар. Након тога настанили су се у Басри, где су примили плату. Штавише, они су такође прешли на ислам и придружили се Бану Тамиму на југу Ирака. Међутим, прича о њиховом преласку у ислам највјероватније је нетачна, јер се 15 година касније неки чланови и даље појављују са чистим зороастријским средњеперсијским именима, попут извјесног Мах Афридана. Након тога се Сијах  више не спомиње; његов син Јазид ибн Сијах ел Усвари наставио је породичну службу Асавира.